# Вогель, Уго
Уго Марьюс Жильбер Вогель (фр. Hugo Marius Gilbert Vogel; род. 4 января, 2004, Пьер-Бенит, Франция) —  французский футболист, защитник клуба «Базель» и сборной Франции до 18 лет.

## Карьера

### «Лион»
В 2013 году стал игроком молодёжки «Лиона». В июле 2020 года попал в команду U19.
Дебютировал на взрослом уровне в групповом этапе Лиги Европы УЕФА 25 ноября 2021 года в матче с «Брондбю», заменив Мало Гюсто.

## Карьера в сборной
Играл за национальные команды Франции до 16 и 18 лет.